# Knopfstudio

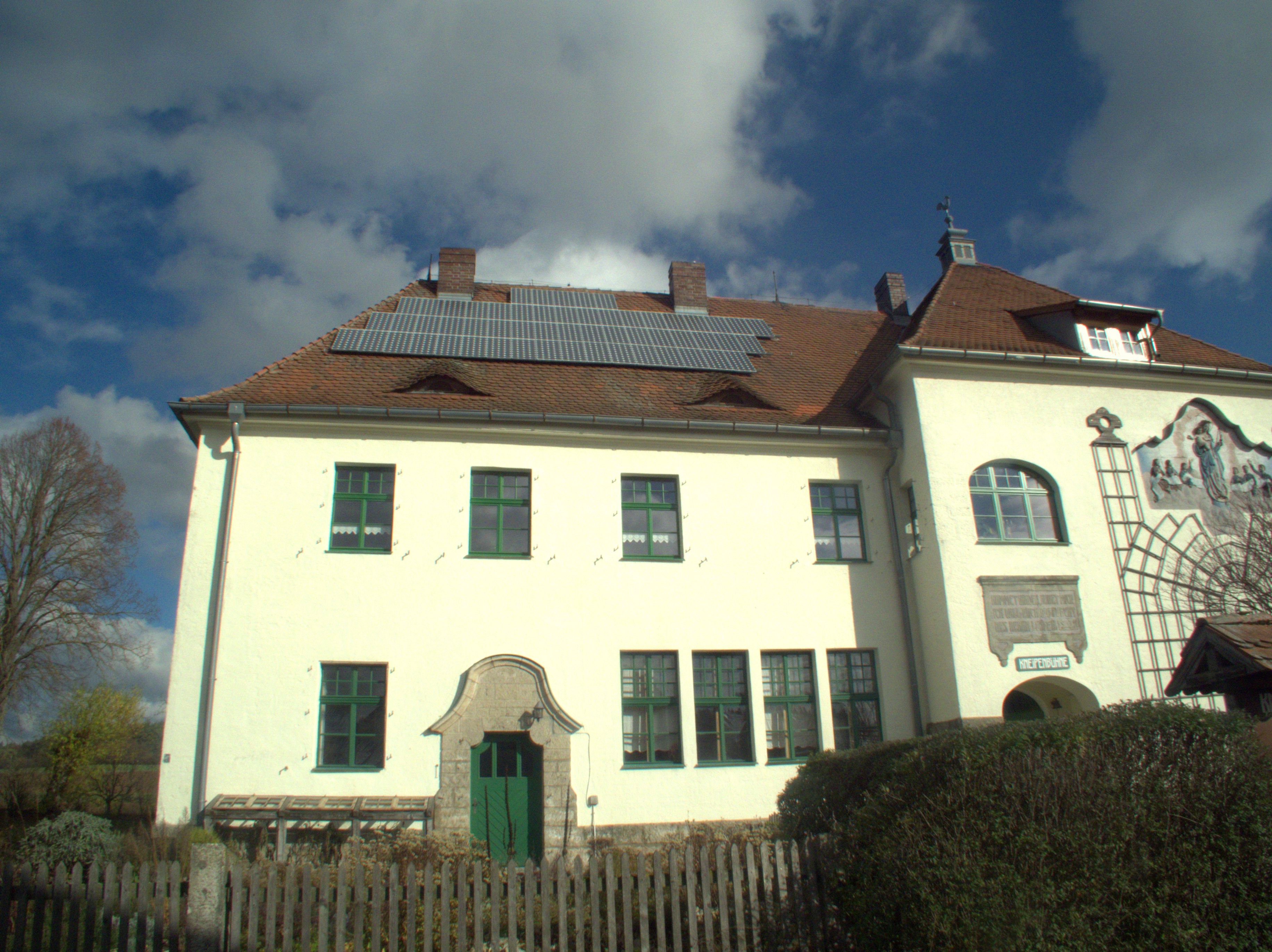
Das Gebäude der Kneipenbühne, in dem sich seit 1988 im 1. Stock auch das Knopfstudio befindet.

Das Knopfstudio (Schreibweise auch Knopf-Studio) ist ein 1988 gegründetes Velburger Independent-Label und ist unmittelbar mit der dortigen Veranstaltungslokalität „Kneipenbühne“ verbunden (Knopf leitet sich von Kneipenbühne Oberpfalz ab). Studiobetreiber ist der Veranstalter, Musiker und Musikproduzent Roland „Golly“ Hertlein. Die meisten Produktionen werden seit Beginn der 2000er Jahre vom Nürnberger Verlag Media Arte in Neuauflage vertrieben.

## Produktionen
| Interpret | Aufnahme | Titel                                             | Anmerkungen                                                                 |
| --- | -------- | ------------------------------------------------- | --------------------------------------------------------------------------- |
| Golly (als Solo-Interpret) | 1989     | Schakale – Mind Game in zwei Akten                | erschienen 1989 als MC; CD-Remix 1997                                       |
| Golly (als Solo-Interpret) | 1989     | 50g Musenmus                                      | CD-Remix 1997                                                               |
| Golly (als Solo-Interpret) | 1989     | Cherubini – vergessene Kammermusik für Streicher  | CD-Remix 1997                                                               |
| Golly (als Solo-Interpret) | 2003     | Wahre Geschichten – Studentenfutter für die Seele | CD 2003                                                                     |
| Golly (als Solo-Interpret) | 2016     | Nicks Freunde                                     | CD 2016                                                                     |
| Nola zwei | 1989     | Sehnsucht                                         | erschienen 1989 als MC, CD-Remix 1997                                       |
| Go Babe! | 1993     | I Wonder Why                                      | LP und CD 1993                                                              |
| Go Babe! | 1998     | Time for a Change                                 | CD 1998                                                                     |
| Go Babe! | 2001     | Cartago Incendiary                                | CD 2001                                                                     |
| Triaho | 1994     | Attacken Pt. 1.                                   | CD 1994                                                                     |
| Triaho | 1995     | Tistou : [ein Hippie-Märchen-Musical]             | Soundtrack-CD zum gleichnamigen Bühnenstück von Bernadette Haas-Sörgel 1995 |
| Triaho | 1998     | Attacken Pt. 2.                                   | CD 1998                                                                     |
| Triaho | 1998     | Ja do schau her!                                  | CD 1998                                                                     |
| Bløde Hunde Blues Band | 1995     | Breeder                                           | LP 1995                                                                     |
| Ralf Huwendiek (zusammen mit Barbara Bogen, Beate Sampson, Ulrich Kulp, Andrea von Blum, Heinrich Hartl, Jutta Czurda, Lizzy Aumeier, Horst Faigle) | 1998     | Abenteuer des Alltags                             | Hörspiel-CD mit Bilderbuch von Silja Götz 1998                              |
| KGB & The Sound Sticks | 1999     | Miteinander                                       | CD 1999                                                                     |
| Krunk | 2002     | Wurst Cluss Musuc                                 | CD 2002                                                                     |
| Breeze the Creaze | 2004     | 23                                                | CD 2004                                                                     |
| Breeze the Creaze | 2005     | The Ballad of Josie                               | CD 2005                                                                     |
| Breeze the Creaze | 2006     | Lo’n’Behold                                       | CD 2006                                                                     |
| Breeze the Creaze | 2008     | Just Doin' Time – BTC Live At Bayreuth prison     | CD 2008                                                                     |
| Breeze the Creaze | 2009     | Re-inclonation                                    | CD 2009                                                                     |
| The Gauwailers | 2008     | Liebe statt Zorn                                  | CD 2008                                                                     |
| Diverse / Kompilationen |          |                                                   |                                                                             |
| Golly, Klaus Brandl, Gerd Heide, Eva-Maria Avril | 1997     | Drunkard's Dream                                  | CD 1997                                                                     |
| Fitzgerald Kusz, Klaus Brandl, Golly, Christian „Chris“ Schmitter, Helmer Körber                                                                    | 1998     | Fläiß Fluß                                        | CD 1998 (Covergemälde von Harri Schemm)                                     |
| Peter Hammer und Wolfgang „Keili“ Keilhofer (Gäste: Golly, Hans „Curley“ Kauper)                                                                    | 1998     | Live At Golly's                                   | CD 1999                                                                     |
| Kristin Bächtle und Golly (Gäste: Tomás Lynch, Henning Frank)                                                                                       | 2000     | Jetlegges Hijacks                                 | CD 2000                                                                     |
| Golly, Rudi Bayer, Manu Götz, Henning Frank (Gäste: Tomás Lynch, Henning Frank)                                                                     | 2000     | Riccardas Glück                                   | Soundtrack-CD zum gleichnamigen Bühnenstück von Bernadette Haas-Sörgel 2000 |
| Rick Roth, Jürgen Stitz, Volker Fenkl und Walter „Walti“ Schneider (Gast: Golly)                                                                    | 2001     | Shelter from the Storm                            | CD 2001                                                                     |
| Triaho, Go Babe! und weitere | 2002     | Stalker                                           | CD 2002                                                                     |